# Yé-yé (calcio)

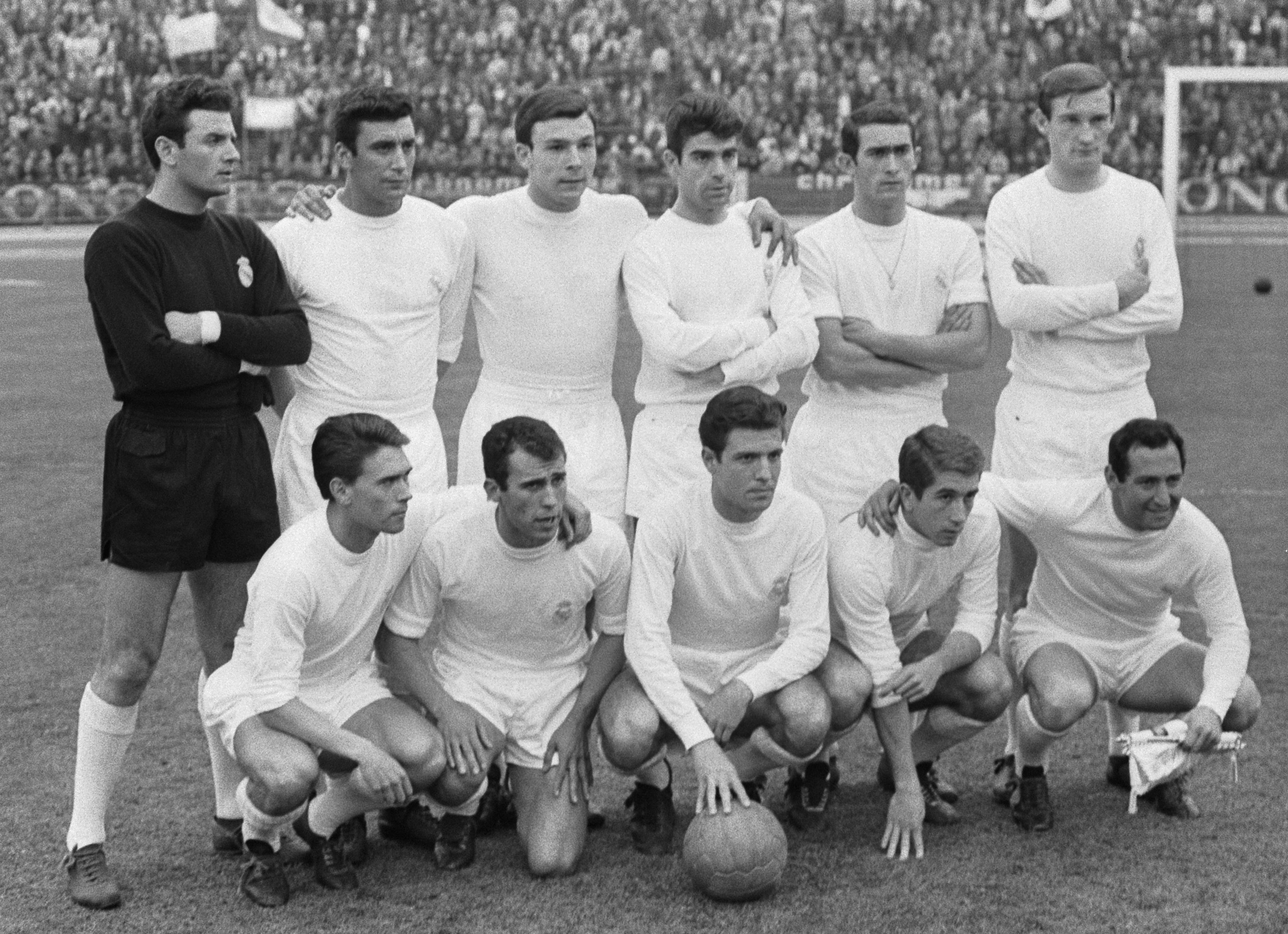
I madrileni Yé-yé vittoriosi nella Coppa dei Campioni 1965-1966

Yé-yé è il nome dato alla generazione di giovani calciatori spagnoli che con il Real Madrid dominarono la Liga nei primi anni sessanta.

## Storia
La nascita di questo gruppo avvenne nel 1959 con l'arrivo sulla panchina del Real Madrid di Miguel Muñoz, vincitore della Coppa dei Campioni nel 1956 e nel 1957 ed era costituito dai migliori talenti calcistici dell'epoca, come Alfredo Di Stéfano. La squadra che allenò era composta esclusivamente da giocatori spagnoli e vinse la Liga per nove volte, di cui cinque consecutive. Il culmine del successo della squadra fu raggiunto nel 1966 quando la formazione madrilena batté in finale di Coppa dei Campioni il Partizan Belgrado per 2-1.

## Squadra
Il capitano della squadra era Francisco Gento, calciatore appartenente alla generazione precedente che vinse 5 Coppe dei Campioni. Oltre all'ala Gento la compagine di quell'epoca annoverava tra gli altri José Araquistáin, Pachín, Pedro de Felipe, Manuel Sanchís Martínez, Pirri, Ignacio Zoco, Francisco Serena, Amancio Amaro, Ramón Grosso e Manuel Velázquez. Questi giovani calciatori venivano talvolta considerati degli hippy poiché portavano lunghi capelli.

## Origine del nome
Il nome Yé-yé deriva da Yeah, yeah, yeah, ritornello della canzone dei Beatles She Loves You, dopo che quattro membri della squadra decisero di posare per Marca vestiti proprio come i membri della band britannica.